# Mistrovství světa v házené mužů o 11 hráčích 1959
5. mistrovství světa  v házené o jedenácti hráčích proběhlo ve dnech 13. – 21. 6. v Rakousku.
Mistrovství se zúčastnilo osm mužstev. Dva týmy se nejprve utkaly v předkole. Vítěz postoupil do semifinále, které bylo rozdělené do dvou skupin. Vítězové skupin hráli finále, týmy na druhém místě hrály o třetí místo, týmy na třetím místě o páté místo. Reprezentace Německa byla složena z hráčů NDR a SRN.

## Výsledky a tabulky

### Předkolo
| Rumunsko  | - | Polsko     | 11:7                  |
| Francie   | - | Jugoslávie | Jugoslávie odstoupila |
| Dánsko    | - | Belgie     | Belgie odstoupila     |
| Španělsko | - | Francie    | Francie odstoupila    |

### Semifinále
|    | Skupina A | GER  | SWE  | DEN  | V | R | P | Skóre | B |
| 1. | Německo   | ***  | 17:7 | 20:6 | 2 | 0 | 0 | 37:13 | 4 |
| 2. | Švédsko   | 7:17 | ***  | 20:5 | 1 | 0 | 1 | 27:22 | 2 |
| 3. | Dánsko    | 6:20 | 5:20 | ***  | 0 | 0 | 2 | 11:40 | 0 |

|    | Skupina B | ROM   | AUT   | SUI  | HUN   | V | R | P | Skóre | B |
| 1. | Rumunsko  | ***   | 19:6  | 14:9 | 18:12 | 3 | 0 | 0 | 51:27 | 6 |
| 2. | Rakousko  | 6:19  | ***   | 15:3 | 16:14 | 2 | 0 | 1 | 37:46 | 4 |
| 3. | Švýcarsko | 9:14  | 3:15  | ***  | 11:7  | 1 | 0 | 2 | 33:36 | 2 |
| 4. | Maďarsko  | 12:18 | 14:16 | 7:11 | ***   | 0 | 0 | 3 | 33:45 | 0 |

|}

### Finále
Německo -  Rumunsko		14:11 (6:6)

### O 3. místo
Švédsko -  Rakousko 		18:9

### O 5. místo
Švýcarsko -  Dánsko		17:7 (9:1)

## Konečné pořadí
| 5. | Mistrovství světa | Z | V | R | P | Skóre | B |
| -- | ----------------- | - | - | - | - | ----- | - |
| 1. | Německo           | 3 | 3 | 0 | 0 | 51:24 | 6 |
| 2. | Rumunsko          | 5 | 4 | 0 | 1 | 73:48 | 8 |
| 3. | Švédsko           | 3 | 2 | 0 | 1 | 45:31 | 4 |
| 4. | Rakousko          | 4 | 2 | 0 | 2 | 46:64 | 4 |
| 5. | Švýcarsko         | 4 | 2 | 0 | 2 | 50:43 | 4 |
| 6. | Dánsko            | 3 | 0 | 0 | 3 | 18:57 | 0 |
| 7. | Maďarsko          | 3 | 0 | 0 | 3 | 33:45 | 0 |
| 8. | Polsko            | 1 | 0 | 0 | 1 | 7:11  | 0 |

## Soupiska[1]
1.  Německo (Společné německé družstvo)
| - Peter Baronsky - Hans Haberhauffe - Rudi Hirsch - Hans Leitz - Klaus-Dieter Matz - Dieter Nau | - Wolfgang Niescher - Waldemar Pappusch - Erwin Porzner - Hans Ruff - Hinrich Schwenker | - Paul Schwope - Heinz Sesselmann - Hans-Gert Stein - Werner Tiemann - Hans-Jürgen Wende |

Trenér: Werner Vick (DHB - SRN) a Heinz Seiler (DHV - NDR)
2.  Rumunsko
| - Mihai Redl - Gheorghe Badulescu - Constantin Selaru I - Ion Iliescu - Octav Nitescu - Selaru II | - Virgil Hnat - Gheorghe Covaci - Olimpiu Nodea - Mircea Costache I - Aurel Bulgaru - Rudolf Haberpursch | - Arpad Barabas - Iulian Caliman - Gheorghe Dumitrescu - Sabin Marcu - Cornel Otelea |

3.  Švédsko
| - Sten Akerstedt - Leif Andersson - Bo Carnehammar - Uno Danielsson - Björn Gullström - Göran Helder | - Kjell Jarlenius - Lars-Axel Johansson - Kjell Jönsson - Lennart Lorentzon - Rune Nilsson - Stig Nilsson | - Hans Olsson - Stig-Lennart Olsson - Ingolf Segercrantz - Jerker Tellander - Sven Thelander |